# Rubis (компания)
Rubis — французская компания, поставщик природного газа и нефтепродуктов. В основном работает на Карибах и в Африке. Штаб-квартира расположена в XVI округе Парижа.

## История
Компания Rubis была основана в 1990 году. В 1993 году была поглощена Compagnie Parisienne des Asphaltes, ставшая основой подразделения по хранению жидкостей. В 1994 году куплена компания Vitogaz, которая занималась торговлей баллонами с пропаном и бутаном. В 1995 году акции Rubis были размещены на Парижской фондовой бирже.
В 2010 году у Chevron была куплена сеть АЗС на Карибах. В 2013 году приобретена дистрибьюторская сеть на Ямайке. В 2017 году были куплены дистрибьюторы нефтепродуктов на Гаити и Мадагаскаре.
В 2019 году была приобретена кенийская компания KenolKobil, после чего она была переименована в Rubis Energy Kenya; эта компания осуществляла оптовую и розничную торговлю нефтепродуктами и газом в Кении, Эфиопии, Уганде, Руанде, Бурунди и Замбии. В декабре того же 2019 года была куплена ещё одна кенийская компания, Gulf Energy.
В 2021 году куплена доля в компании HDF Energy, операторе возобновляемой энергетики на Барбадосе. В 2022 году была куплена компания Photosol France, оператор солнечных электростанций. В 2024 году была продана доля в совместном предприятии Rubis Terminal; оно было переименовано в Tepsa.

## Собственники и руководство
Rubis является коммандитным товариществом (фр. Société en Commandite par Actions, SCA). Полными товарищами в нём являются семья Гобен (Жиль Гобен и Кларисса Гобен-Свечник) и Жак Риу.
Основные акционеры по состоянию на 2024 год: BlackRock (5,83 %), Groupe Industriel Marcel Dassault (5,69 %), Plantation des Terres Rouges (5,03 %), Compagnie nationale de navigation (5,05 %), Ronald Sämann (5,01 %). Полным товарищам в сумме принадлежало 2,28 % акций.
- Нильс Кристиан Бергене (Nils Christian Bergene, род. 24 июля 1954 года) — председатель наблюдательного совета с 2021 года.

## Деятельность
Подразделения компании по состоянию на 2023 год:
- торговля энергоносителями — торговля сжиженным природным газом, нефтепродуктами, биодизелем и битумом; более 1000 АЗС в 23 странах на Карибах и в Африке, 10 танкеров, НПЗ на Мартинике; 99 % выручки;
- солнечная энергетика — 91 солнечная электростанция во Франции, Италии и Испании общей установленной мощностью 435 МВт; 1 % выручки;
- хранилища (Rubis Terminal, доля 55 %) — 27 хранилищ для энергоносителей, аграрного сырья и химикатов во Франции, Испании, Бельгии и Нидерландах.

Выручка компании за 2023 год составила 6,63 млрд евро, её распределение по регионам: Карибы (Антильские острова, Гайана, Суринам) — 49 %, Африка — 38 %, Европа — 13 %.